# ジョン・ホランド (第2代エクセター公)

第2代エクセター公ジョン・ホランドの紋章

第2代エクセター公ジョン・ホランド（John Holland, 2nd Duke of Exeter, KG, 1395年3月29日 - 1447年8月5日）は、中世イングランドの貴族で百年戦争期の軍司令官である。

## 生涯
国王リチャード2世の異父兄である初代エクセター公ジョン・ホランドとエリザベス・オブ・ランカスターの次男として生まれた。母方の祖父は初代ランカスター公ジョン・オブ・ゴーントであり、ヘンリー4世は叔父、ヘンリー5世は従兄にあたる。
ジョンがまだ4歳の時、1400年1月のエピファニー蜂起で父と従兄のケント伯トマス・ホランドはヘンリー4世に対する暗殺の共謀罪で捕らえられ、処刑された（長兄リチャードも同年に既に死亡していた）。ジョンは「謀反人の子供」となったが、1413年に即位したヘンリー5世はヘンリー4世時代の国内対立を水に流す方針を定め、反対陣営の貴族たちの名誉・領地を順次回復していった。成年に達したジョンも1415年のフランス遠征に従軍するチャンスを与えられ、アジャンクールの戦いで勇名をはせた。
翌1416年、ジョンは父の持っていたハンティンドン伯位を回復され継承し、ガーター騎士に叙任された。それ以降はイングランドの対仏遠征軍の様々な作戦に従軍したが、1421年のボージェの戦いでフランス軍の捕虜になり、解放される1425年まで虜囚として過ごした。
1435年にイングランド・アイルランド・アキテーヌの全イングランド海軍の総司令官に任命された。1439年にはアキテーヌに国王の名代として赴任し、後に正式にアキテーヌの知事となった。また1439年には、消失していたエクセター公位も回復し、駐仏イングランド軍ではヨーク公リチャードに次ぐ地位を与えられた。1447年に52歳で死去、公位は息子のヘンリーに継承された。

## 家族
1427年3月6日、第5代スタッフォード伯エドムンド・スタッフォードの娘で第5代マーチ伯エドマンド・モーティマーの未亡人アンと結婚した。彼女が1432年9月に亡くなるまでに子供が2人生まれた。
- ヘンリー（1430年 - 1475年） - 第3代エクセター公
- アン（? - 1486年12月） - 最初第2代ウェストモーランド伯ラルフ・ネヴィルの息子ジョン・ネヴィル卿（1450年没）と結婚したが処女のまま死別、ネヴィル卿の叔父に当たるネヴィル・ドゥ・レビィ男爵ジョン・ネヴィルと再婚。3度目は第9代ダグラス伯ジェームズ・ダグラスと結婚した。

1433年1月にポルトガル王ジョアン1世の庶子で初代ブラガンサ公アフォンソ1世の同母妹ベアトリスと再婚したが1439年に死去、第3代ソールズベリー伯ジョン・モンタギューの娘アンと再々婚したが、どちらの結婚でも子供は生まれなかった。
| イングランド王室                     | イングランド王室                                          | イングランド王室                    |
| ------------------------------------ | --------------------------------------------------------- | ----------------------------------- |
| 先代 グロスター公ハンフリー          | イングランド王位推定相続人 1447年2月23日 - 1447年8月5日   | 次代 エクセター公ヘンリー・ホランド |
| 公職                                 |                                                           |                                     |
| 先代 ベッドフォード公                | 海軍司令長官 Lord High Admiral of England 1435年 - 1447年 | 次代 サフォーク伯                   |
| イングランドの爵位                   |                                                           |                                     |
| 先代 ジョン・ホランド （1400年消失） | ハンティンドン伯 1416年 - 1447年                          | 次代 ヘンリー・ホランド             |
| 先代 ジョン・ホランド （1400年消失） | エクセター公 1439年 - 1447年                              | 次代 ヘンリー・ホランド             |